# Markus Halsti
Markus Halsti (Helsinki, 1984. március 19. –) finn válogatott labdarúgó, jelenleg a Helsingin játékosa.

## Pályafutása

### A válogatottban
A 2015. június 13-i Finnország–Magyarország (0–1) EB selejtezőmérkőzésen Markus Halsti is játszott. A 81. percben kapott egy sárga lapot.

## Fordítás
- Ez a szócikk részben vagy egészben  a   Markus Halsti című finn Wikipédia-szócikk ezen változatának fordításán alapul.  Az eredeti cikk szerkesztőit annak laptörténete sorolja fel. Ez a jelzés csupán a megfogalmazás eredetét és a szerzői jogokat jelzi, nem szolgál a cikkben szereplő információk forrásmegjelöléseként.
- Ez a szócikk részben vagy egészben  a   Markus Halsti című angol Wikipédia-szócikk ezen változatának fordításán alapul.  Az eredeti cikk szerkesztőit annak laptörténete sorolja fel. Ez a jelzés csupán a megfogalmazás eredetét és a szerzői jogokat jelzi, nem szolgál a cikkben szereplő információk forrásmegjelöléseként.